# Ватерганг
Ватерганг (нід. Watergang) — село в нідерландській провінції Північна Голландія. Входить до муніципалітету Ватерланд.
Його площа становить 4,65 км², а населення станом на 2021 рік складало 570 осіб.
Перша згадка про населений пункт датується 1343 роком.

## Галерея

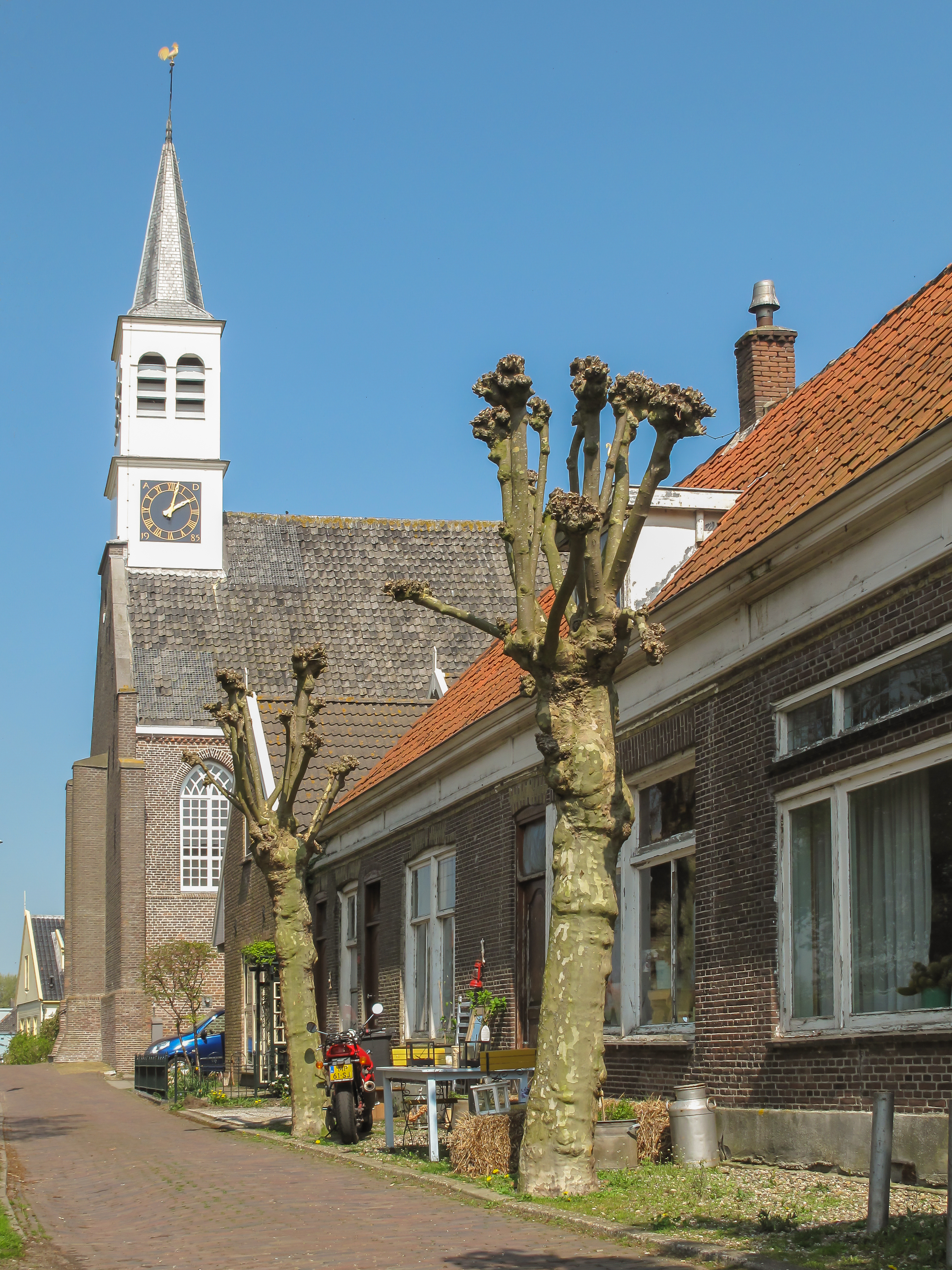
Церква у Ватерганзі
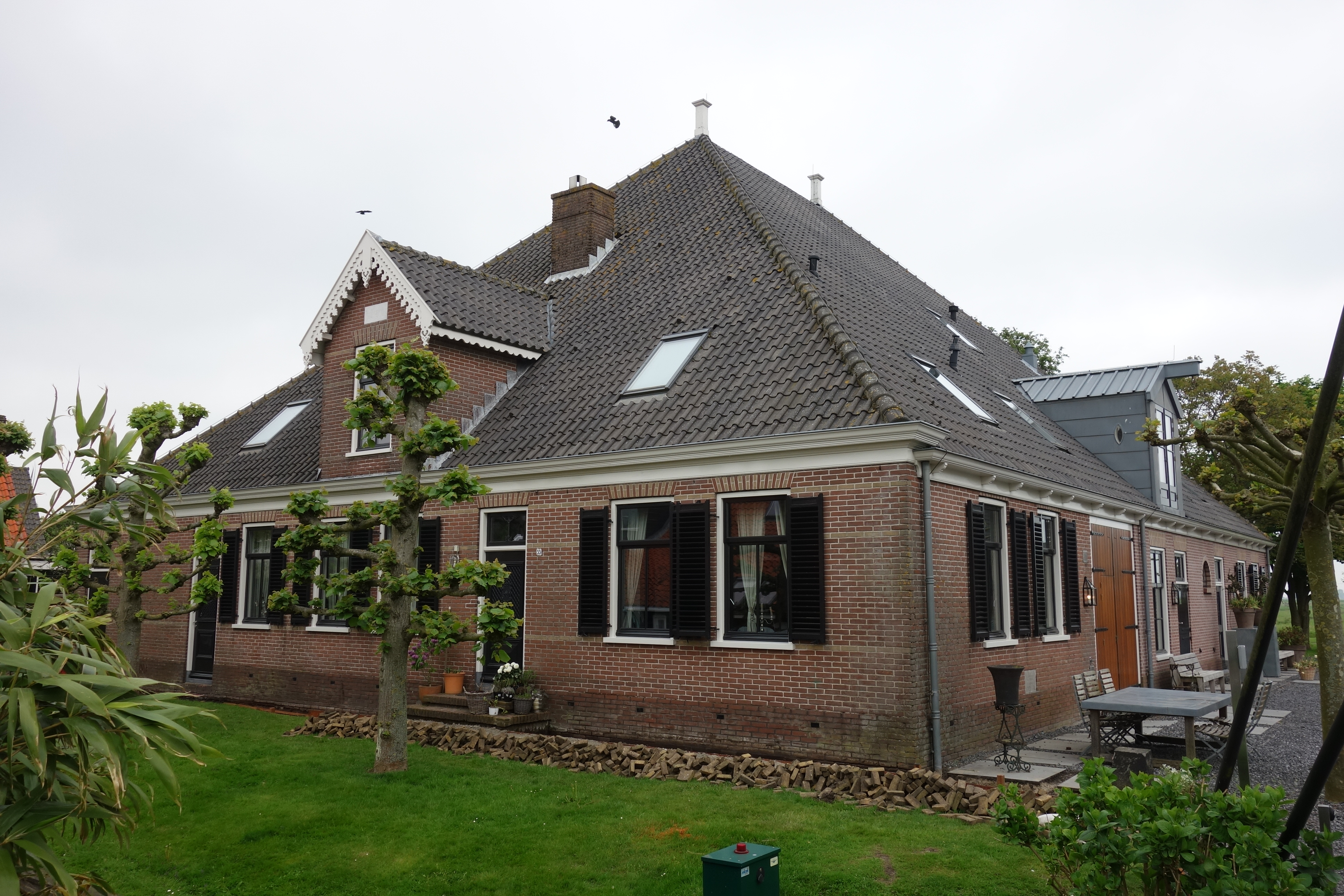
Ферма у селі